# Campeonato Mundial de Natação em Piscina Curta de 2018 - 50 m livre masculino
A prova dos 50 metros nado livre masculino do Campeonato Mundial de Natação em Piscina Curta de 2018 foi disputado entre 13 e 14 de dezembro de 2018, no Hangzhou Sports Park Stadium, em Hangzhou, na China. 

## Recordes
Antes desta competição, os recordes mundiais e do campeonato nesta prova eram os seguintes:
|                       | Nome             | Nacionalidade | Tempo | Local | Data                  |
| --------------------- | ---------------- | ------------- | ----- | ----- | --------------------- |
| Recorde mundial       | Florent Manaudou | França        | 20.26 | Doha  | 5 de dezembro de 2014 |
| Recorde do campeonato | Florent Manaudou | França        | 20.26 | Doha  | 5 de dezembro de 2014 |

## Medalhistas
| Ouro                   | Prata                | Bronze           |
| Vladimir Morozov (RUS) | Caeleb Dressel (USA) | Brad Tandy (RSA) |

## Resultados

### Eliminatórias
As eliminatórias ocorreram dia 13 de dezembro com um total de 128 nadadores. 
| Colocação | Bateria | Raia | Nadador                  | Nacionalidade                   | Tempo | Notas            |
| --------- | ------- | ---- | ------------------------ | ------------------------------- | ----- | ---------------- |
| 1         | 13      | 9    | Caeleb Dressel           | Estados Unidos                  | 20.62 | Q,               |
| 2         | 13      | 4    | Vladimir Morozov         | Rússia                          | 20.89 | Q                |
| 3         | 13      | 3    | Cameron McEvoy           | Austrália                       | 20.97 | Q                |
| 4         | 12      | 4    | Ben Proud                | Reino Unido                     | 20.98 | Q                |
| 5         | 12      | 7    | Simonas Bilis            | Lituânia                        | 21.10 | Q,               |
| 6         | 12      | 6    | Jesse Puts               | Países Baixos                   | 21.19 | Q                |
| 7         | 13      | 5    | Michael Andrew           | Estados Unidos                  | 21.25 | Q                |
| 8         | 11      | 4    | Paweł Juraszek           | Polónia                         | 21.30 | Q                |
| 9         | 13      | 0    | Sergii Shevtsov          | Ucrânia                         | 21.31 | Q                |
| 10        | 12      | 2    | Katsumi Nakamura         | Japão                           | 21.33 | Q                |
| 11        | 13      | 8    | Kosuke Matsui            | Japão                           | 21.34 | Q                |
| 12        | 11      | 7    | Lorenzo Zazzeri          | Itália                          | 21.35 | Q                |
| 13        | 9       | 6    | Ali Khalafalla           | Egito                           | 21.38 | Q,               |
| 13        | 13      | 6    | Brad Tandy               | África do Sul                   | 21.38 | Q                |
| 15        | 11      | 5    | César Cielo              | Brasil                          | 21.39 | Q                |
| 16        | 11      | 3    | Kristian Golomeev        | Grécia                          | 21.40 | QSO              |
| 16        | 11      | 6    | Maksim Lobanovskij       | Hungria                         | 21.40 | QSO              |
| 18        | 12      | 3    | Evgeny Sedov             | Rússia                          | 21.48 |                  |
| 19        | 13      | 1    | Cameron Jones            | Austrália                       | 21.51 |                  |
| 20        | 11      | 2    | Oussama Sahnoune         | Argélia                         | 21.53 |                  |
| 21        | 13      | 2    | Ari-Pekka Liukkonen      | Finlândia                       | 21.57 |                  |
| 22        | 12      | 1    | Andrea Vergani           | Itália                          | 21.61 |                  |
| 22        | 12      | 5    | Konrad Czerniak          | Polónia                         | 21.61 |                  |
| 24        | 11      | 1    | Huseyin Sakci            | Turquia                         | 21.66 |                  |
| 25        | 10      | 0    | Christoffer Carlsen      | Suécia                          | 21.67 |                  |
| 26        | 13      | 7    | Matheus Santana          | Brasil                          | 21.71 |                  |
| 27        | 9       | 3    | Daniel Hunter            | Nova Zelândia                   | 21.73 |                  |
| 28        | 12      | 8    | Damian Wierling          | Alemanha                        | 21.77 |                  |
| 29        | 10      | 6    | Niksa Stojkovski         | Noruega                         | 21.78 | Recorde nacional |
| 29        | 12      | 0    | Stan Pijnenburg          | Países Baixos                   | 21.78 |                  |
| 31        | 9       | 9    | Miguel Nascimento        | Portugal                        | 21.81 |                  |
| 32        | 9       | 4    | Mislav Sever             | Croácia                         | 21.82 |                  |
| 33        | 11      | 8    | Douglas Erasmus          | África do Sul                   | 21.85 |                  |
| 34        | 12      | 9    | Dylan Carter             | Trinidad e Tobago               | 21.98 |                  |
| 35        | 10      | 3    | Daniel Zaitsev           | Estónia                         | 22.01 |                  |
| 35        | 10      | 8    | Bradley Vincent          | Ilhas Maurícias                 | 22.01 |                  |
| 37        | 10      | 5    | Tadas Duškinas           | Lituânia                        | 22.02 |                  |
| 38        | 10      | 2    | Hou Yuije                | China                           | 22.07 |                  |
| 38        | 11      | 0    | Artsiom Machekin         | Bielorrússia                    | 22.07 |                  |
| 40        | 8       | 2    | Cristian Quintero        | Venezuela                       | 22.09 |                  |
| 41        | 9       | 1    | Wu Chun-feng             | Taipé Chinesa                   | 22.10 |                  |
| 41        | 10      | 9    | Ben Hockin               | Paraguai                        | 22.10 |                  |
| 43        | 2       | 6    | Alexandr Varakin         | Cazaquistão                     | 22.11 |                  |
| 44        | 10      | 1    | Guido Buscaglia          | Argentina                       | 22.19 |                  |
| 45        | 11      | 9    | Kemal Arda Gürdal        | Turquia                         | 22.25 |                  |
| 46        | 9       | 2    | Adi Mešetović            | Bósnia e Herzegovina            | 22.28 |                  |
| 46        | 9       | 5    | Ivo Staub                | Suíça                           | 22.28 |                  |
| 48        | 10      | 7    | Julien Henx              | Luxemburgo                      | 22.29 |                  |
| 49        | 2       | 7    | Oliver Elliot            | Chile                           | 22.41 |                  |
| 50        | 8       | 4    | Oleksandr Loginov        | Canadá                          | 22.43 |                  |
| 51        | 8       | 6    | Artur Barseghyan         | Armênia                         | 22.44 | Recorde nacional |
| 52        | 8       | 3    | Virdhawal Khade          | Índia                           | 22.49 |                  |
| 53        | 9       | 0    | Andrew James Digby       | Tailândia                       | 22.50 |                  |
| 54        | 9       | 8    | Dado Fenrir Jasminuson   | Islândia                        | 22.51 |                  |
| 55        | 9       | 7    | Renzo Tjon-A-Joe         | Suriname                        | 22.52 |                  |
| 56        | 8       | 7    | George-Adrian Ratiu      | Roménia                         | 22.65 |                  |
| 57        | 7       | 8    | Sina Gholampour          | Irão                            | 22.75 |                  |
| 58        | 8       | 0    | Giorgi Biganishvili      | Geórgia                         | 22.86 |                  |
| 59        | 7       | 5    | Sebastian Arispe         | Peru                            | 22.98 |                  |
| 60        | 8       | 5    | Abdoul Niane             | Senegal                         | 22.99 |                  |
| 61        | 7       | 1    | Jhonny Pérez             | República Dominicana            | 23.00 |                  |
| 62        | 7       | 4    | Jean-Luc Zephir          | Santa Lúcia                     | 23.10 |                  |
| 63        | 8       | 1    | Souhail Hamouchane       | Marrocos                        | 23.15 |                  |
| 64        | 8       | 9    | Isaac Beitia Lasso       | Panamá                          | 23.21 |                  |
| 65        | 8       | 8    | Anthony Barbar           | Líbano                          | 23.30 |                  |
| 66        | 7       | 3    | Noah Al-Khulaifi         | Catar                           | 23.32 |                  |
| 67        | 7       | 2    | Rafael Barreto           | Filipinas                       | 23.42 |                  |
| 68        | 6       | 6    | Danilo Rosafio           | Quênia                          | 23.51 |                  |
| 69        | 7       | 6    | Ljupcho Angelovski       | Macedônia do Norte              | 23.56 |                  |
| 70        | 3       | 7    | Bakr Al-Dulaimi          | Iraque                          | 23.59 |                  |
| 71        | 6       | 3    | Dan Siminel              | Moldávia                        | 23.60 |                  |
| 72        | 6       | 4    | Nixon Hernandez          | El Salvador                     | 23.61 |                  |
| 73        | 5       | 5    | Issa Al Adawi            | Omã                             | 23.62 |                  |
| 74        | 6       | 7    | Delron Felix             | Granada                         | 23.65 |                  |
| 75        | 6       | 8    | Mohammad Rahman          | Bangladesh                      | 23.66 | Recorde nacional |
| 76        | 6       | 2    | Hilal Hemed Hilal        | Tanzânia                        | 23.75 |                  |
| 77        | 6       | 9    | Noah Mascoll-Gomes       | Antilhas Holandesas             | 23.77 |                  |
| 78        | 7       | 7    | Sidrell Williams         | Jamaica                         | 23.81 |                  |
| 79        | 1       | 5    | Kirill Vais              | Quirguistão                     | 23.83 |                  |
| 80        | 6       | 1    | Epeli Rabua              | Fiji                            | 23.84 |                  |
| 81        | 6       | 5    | Christian Nikles         | Brunei                          | 23.86 |                  |
| 82        | 2       | 0    | Delgerkhuu Myagmar       | Mongólia                        | 24.02 |                  |
| 83        | 3       | 2    | Musa Zhalayev            | Turquemenistão                  | 24.09 |                  |
| 84        | 7       | 9    | Mohammad Madwa           | Kuwait                          | 24.24 |                  |
| 85        | 4       | 0    | Kitso Matija             | Botswana                        | 24.27 |                  |
| 86        | 3       | 6    | Kener Torrez             | Nicarágua                       | 24.35 |                  |
| 87        | 5       | 2    | Gianluca Pasolini        | San Marino                      | 24.42 |                  |
| 88        | 6       | 0    | Thomas Morriss           | Samoa                           | 24.46 |                  |
| 89        | 1       | 4    | Belly-Cresus Ganira      | Burundi                         | 24.77 |                  |
| 90        | 5       | 6    | Finau Ohuafi             | Tonga                           | 24.88 |                  |
| 91        | 2       | 3    | Colins Ebingha           | Nigéria                         | 24.92 |                  |
| 92        | 1       | 2    | Nabil Ahmed Saleh        | Uganda                          | 25.00 |                  |
| 92        | 5       | 4    | Cruz Halbich             | São Vicente e Granadinas        | 25.00 |                  |
| 94        | 3       | 0    | Mohammed Jibali          | Líbia                           | 25.12 |                  |
| 94        | 5       | 7    | Anas Altamari            | Palestina                       | 25.12 |                  |
| 96        | 2       | 1    | James Hendrix            | Guam                            | 25.33 |                  |
| 97        | 1       | 3    | Abobakr Abass            | Sudão                           | 25.40 |                  |
| 98        | 3       | 1    | Antonio Andrew Rodrigues | Guiana                          | 25.43 |                  |
| 98        | 3       | 8    | Dren Ukimeraj            | Kosovo                          | 25.43 |                  |
| 100       | 1       | 1    | Olimjon Ishanov          | Tajiquistão                     | 25.47 |                  |
| 100       | 5       | 1    | Kaleo Kihleng            | Estados Federados da Micronésia | 25.47 |                  |
| 102       | 5       | 8    | Santisouk Inthavong      | Laos                            | 25.48 |                  |
| 103       | 4       | 9    | Alassane Lancina         | Níger                           | 25.95 |                  |
| 104       | 4       | 1    | Chanthol Thoeun          | Camboja                         | 26.03 |                  |
| 105       | 2       | 9    | Aamir Motiwala           | Paquistão                       | 26.09 |                  |
| 106       | 5       | 9    | Jefferson Kpanou         | Benim                           | 26.70 |                  |
| 107       | 2       | 5    | P.Y.D Poku-Dwumoh        | Gana                            | 26.71 |                  |
| 108       | 5       | 0    | Clayment Bill Lafiara    | Ilhas Salomão                   | 26.75 |                  |
| 109       | 2       | 8    | Ian Salaka               | Malawi                          | 27.66 |                  |
| 110       | 2       | 2    | Abdelmalik Muktar        | Etiópia                         | 28.06 |                  |
| 111       | 4       | 2    | Jack Parlee              | Turcas e Caicos                 | 28.17 |                  |
| 112       | 3       | 4    | Amini Harindimana        | Ruanda                          | 28.25 |                  |
| 113       | 4       | 5    | Mamadou Tahirou Bah      | Guiné                           | 28.55 |                  |
| 114       | 1       | 6    | Joshua Wyse              | Serra Leoa                      | 28.86 |                  |
| 115       | 3       | 5    | Ebrima Buaro             | Gâmbia                          | 29.54 |                  |
| 116       | 4       | 4    | Daniel Ranis             | Ilhas Marshall                  | 29.63 |                  |
| 117       | 1       | 8    | H.T.H. Baidar            | Iêmen                           | 29.70 |                  |
| 118       | 4       | 7    | Jessy Misak              | Vanuatu                         | 29.76 |                  |
| 119       | 3       | 9    | Hamid Rahimi             | Afeganistão                     | 30.06 |                  |
| 120       | 4       | 6    | David Hillah-Ayite       | Togo                            | 30.54 | Recorde nacional |
| 121       | 4       | 3    | Daoud Ali Haroun         | Djibuti                         | 30.89 |                  |
| 122       | 2       | 4    | Omar Barry               | Burquina Fasso                  | 31.21 |                  |
| 123       | 3       | 3    | José da Silva Viegas     | Timor-Leste                     | 31.72 |                  |
| 124       | 4       | 8    | Fenel Lamour             | Haiti                           | 32.42 |                  |
|           | 7       | 0    | Thibaut Danho            | Costa do Marfim                 | DNS   |                  |
|           | 1       | 7    | Hakim Youssouf           | Comores                         | DSQ   |                  |
|           | 5       | 3    | Josh Tarere              | Papua-Nova Guiné                | DSQ   |                  |
|           | 10      | 4    | Heiko Gigler             | Áustria                         | DSQ   |                  |

Desempate
O desempate para a semifinal ocorreu dia 13 de dezembro. 
| Posição | Raia | Nadador            | Nacionalidade | Tempo | Notas |
| ------- | ---- | ------------------ | ------------- | ----- | ----- |
| 1       | 5    | Maksim Lobanovskij | Hungria       | 21.25 | Q     |
| 2       | 4    | Kristian Golomeev  | Grécia        | 21.28 |       |

### Semifinal
A semifinal ocorreu dia 13 de dezembro. 
Semifinal 1
| Colocação | Raia | Nadador           | Nacionalidade | Tempo | Notas |
| --------- | ---- | ----------------- | ------------- | ----- | ----- |
| 1         | 5    | Ben Proud         | Reino Unido   | 20.71 | Q     |
| 2         | 4    | Vladimir Morozov  | Rússia        | 20.83 | Q     |
| 3         | 1    | Brad Tandy        | África do Sul | 21.07 | Q     |
| 4         | 3    | Jesse Puts        | Países Baixos | 21.12 | QSO   |
| 4         | 6    | Paweł Juraszek    | Polónia       | 21.12 | QSO   |
| 6         | 8    | Maxim Lobanovskij | Hungria       | 21.20 |       |
| 7         | 2    | Katsumi Nakamura  | Japão         | 21.26 |       |
| 8         | 7    | Lorenzo Zazzeri   | Itália        | 21.32 |       |

Semifinal 2
| Colocação | Raia | Nadador         | Nacionalidade  | Tempo | Notas |
| --------- | ---- | --------------- | -------------- | ----- | ----- |
| 1         | 4    | Caeleb Dressel  | Estados Unidos | 20.51 | Q, =  |
| 2         | 5    | Cameron McEvoy  | Austrália      | 20.97 | Q     |
| 3         | 3    | Simonas Bilis   | Lituânia       | 21.03 | Q,    |
| 4         | 8    | César Cielo     | Brasil         | 21.06 | Q     |
| 5         | 6    | Michael Andrew  | Estados Unidos | 21.18 |       |
| 6         | 7    | Kosuke Matsui   | Japão          | 21.30 |       |
| 7         | 1    | Ali Khalafalla  | Egito          | 21.39 |       |
| 8         | 2    | Sergii Shevtsov | Ucrânia        | 21.43 |       |

Desempate
O desempate para a final ocorreu dia 14 de dezembro. 
| Posição | Raia | Nadador        | Nacionalidade | Tempo | Notas |
| ------- | ---- | -------------- | ------------- | ----- | ----- |
| 1       | 5    | Paweł Juraszek | Polónia       | 20.98 | Q     |
| 2       | 4    | Jesse Puts     | Países Baixos | 21.08 |       |

### Final
A final foi realizada em 14 de dezembro. 
| Colocação         | Raia | Nadador          | Nacionalidade  | Tempo | Notas            |
| ----------------- | ---- | ---------------- | -------------- | ----- | ---------------- |
| Medalha de ouro   | 3    | Vladimir Morozov | Rússia         | 20.33 |                  |
| Medalha de prata  | 4    | Caeleb Dressel   | Estados Unidos | 20.54 |                  |
| Medalha de bronze | 1    | Brad Tandy       | África do Sul  | 20.94 |                  |
| 4                 | 2    | Simonas Bilis    | Lituânia       | 20.99 | Recorde nacional |
| 5                 | 8    | Paweł Juraszek   | Polónia        | 21.00 |                  |
| 6                 | 6    | Cameron McEvoy   | Austrália      | 21.02 |                  |
| 7                 | 7    | César Cielo      | Brasil         | 21.20 |                  |
|                   | 5    | Ben Proud        | Reino Unido    | DSQ   |                  |

Legenda
| Recorde mundial       | Recorde mundial (World record)               |                       | Recorde africano                      | Recorde africano (African) |                                           | Q | Classificado por posição (Qualified) |
| Recorde do campeonato | Recorde do campeonato (Championship record)  | Recorde da América    | Recorde da América (Americas)         | q                          | Classificado por melhor tempo (Qualified) |   |                                      |
| Melhor marca do ano   | Melhor marca do ano (World leading)          | Recorde asiático      | Recorde asiático (Asian)              | DNS                        | Não largou (Did not start)                |   |                                      |
| Recorde nacional      | Recorde nacional (National record)           | Recorde europeu       | Recorde europeu (European)            | DNF                        | Não terminou (Did not finish)             |   |                                      |
| Recorde pessoal       | Recorde pessoal do atleta (Personal best)    | Recorde da Oceania    | Recorde da Oceania (Oceania)          | DSQ / DQ                   | Desclassificado (Disqualified)            |   |                                      |
| Recorde da temporada  | Recorde da temporada do atleta (Season best) | Recorde sul-americano | Recorde sul-americano (South America) | NM                         | Sem marca (No mark)                       |   |                                      |